# 大野直昌
大野 直昌（おおの なおしげ、生没年不詳）は、戦国時代の武将。河野氏の家臣。山城守を名乗った。浮穴郡大除城主。大野利直の子。兄に友直、隆直、弟に直之など。

## 生涯
伊予国の武将・大野利直の子として誕生。母は平岡房実の娘か。
大野氏は土佐国との国境に勢力を持つ山方衆の中でも有力な国人勢力である。その活動は時には守護である河野氏からも半ば独立したものだったようである。
兄の友直の死後、他の兄弟を差し置いて家督を相続した。『河野分限録』に「御一門三十二将の一人、御家老衆五人の筆頭」として記載されるなど、河野氏の中でも重要な地位にいたものと思われる。家督を継承できなかった兄・隆直は本領を離れ、海上勢力である能島村上氏の家老となった。また、弟の直之は河野氏と対立する宇都宮豊綱の家老として働き、豊綱の追放後も大洲城主として長宗我部氏と結んで、直昌あるいは河野氏と対立し続けた。
直昌は、土佐一条氏、毛利氏、三好氏、伊予宇都宮氏、長宗我部氏などの侵攻をたびたび撃退し、衰退した河野氏を支える宿将として活躍した。また、長宗我部氏に通じた弟の直之による笹ケ峠の謀殺を、多くの家臣を失いつつも破ったという逸話も伝わるが、史実としては定かではない。河野通直が伊予を退去する際には、これに付き従ったという。